# Santuario de Nuestra Señora de Madhu
El Santuario de Nuestra Señora de Madhu es un santuario mariano de la Iglesia católica en el distrito de Mannar de Sri Lanka, cuya advocación es conmemorada por la Iglesia católica el 15 de agosto. Con una historia de más de 400 años, este santuario actúa como centro de peregrinación y adoración para los católicos de ese país. El sitio es considerado como el santuario católico más sagrado en la isla y es un lugar muy conocido para los devotos católicos tanto tamiles como cingaleses. La iglesia ha sido un símbolo de la unidad, no sólo entre tamiles y cingaleses, sino también entre personas de diferentes religiones, incluyendo budistas, hindúes y protestantes. 